# سیال هیدرولیک

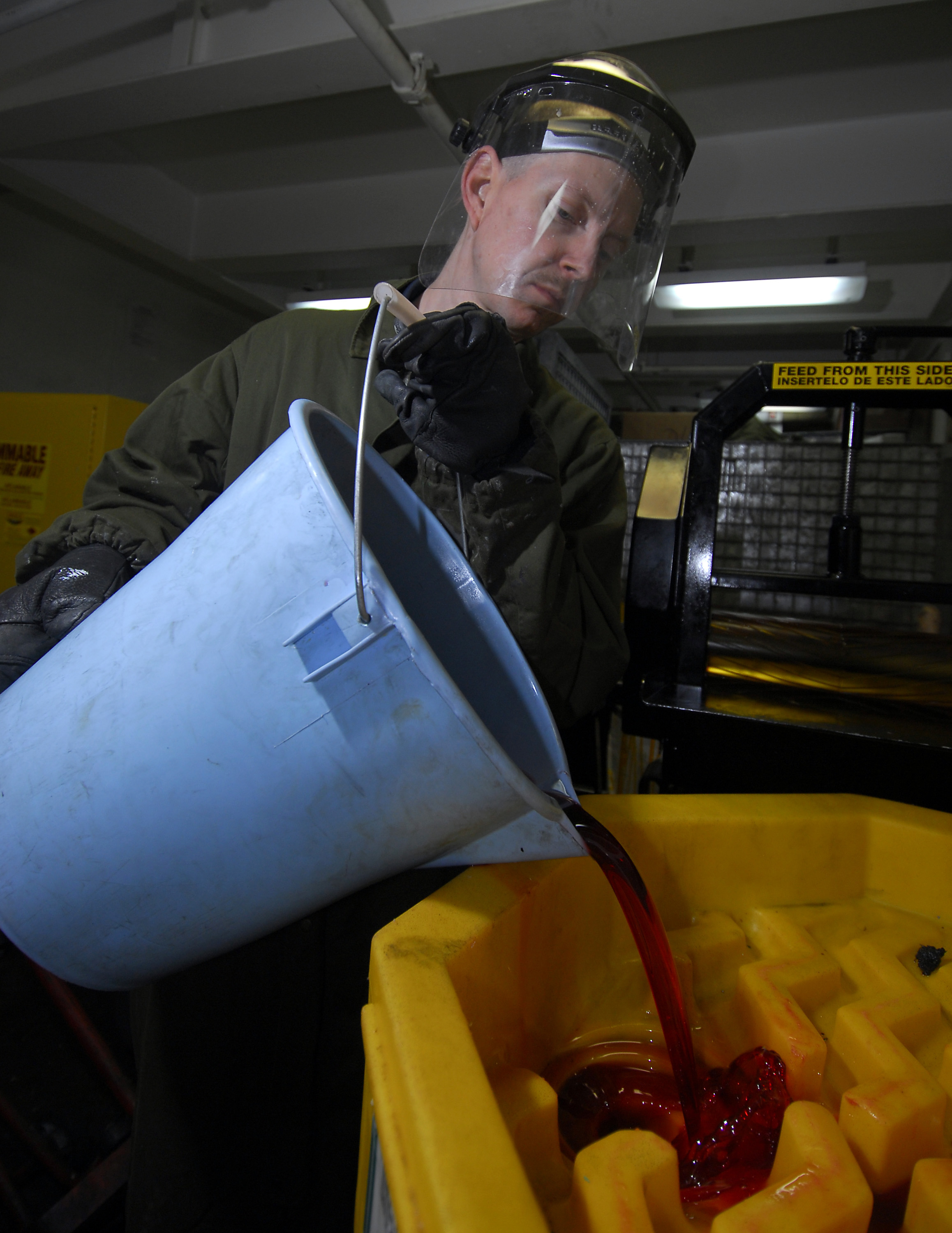
مایعات هیدرولیک

مایعات هیدرولیک گروه بزرگی از مایعات هستند که در حرکت دادن ماشین آلات هیدرولیک از آنها استفاده می‌شود. از انواع مایع از این ترکیبات صنعتی می‌توان روغن مینرال، آب، و ترکیبات مخلوط با آب را نام برد. روغن هیدرولیک در خودرو های سواری برای سیالت فرمان در دور پیچ ها کاربرد دارد.